# Ґура (гміна Победзіська)
Ґура (пол. Góra) — село в Польщі, у гміні Победзиська Познанського повіту Великопольського воєводства.
Населення — 157 осіб (2011).
У 1975-1998 роках село належало до Познанського воєводства.

## Демографія
Демографічна структура станом на 31 березня 2011 року:
|          | Загалом | Допрацездатний вік | Працездатний вік | Постпрацездатний вік |
| -------- | ------- | ------------------ | ---------------- | -------------------- |
| Чоловіки | 84      | 17                 | 60               | 7                    |
| Жінки    | 73      | 13                 | 46               | 14                   |
| Разом    | 157     | 30                 | 106              | 21                   |